# Gaio Cesare
Gaio Giulio Cesare Vipsaniano (in latino Gaius Iulius Caesar Vipsanianus; Roma, 20 a.C. – Limira, 21 febbraio 4), nato come Gaio Vipsanio Agrippa (Gaius Vipsanius Agrippa) e meglio noto semplicemente come Gaio Cesare, è stato un politico e militare romano, membro della dinastia giulio-claudia.

## Biografia

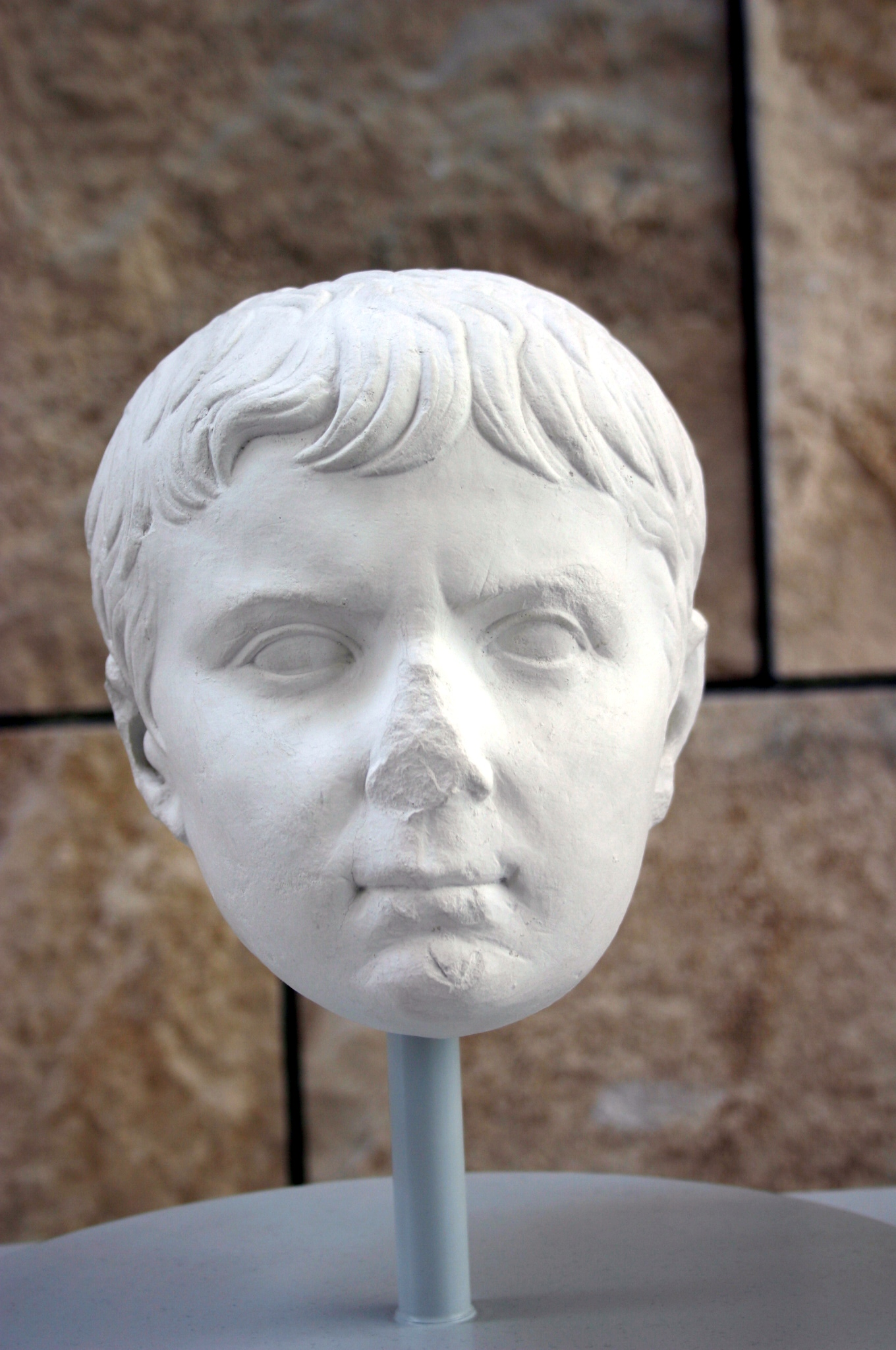
Busto di Gaio Cesare da bambino (Museo dell'Ara Pacis, Roma)

Gaio Cesare nacque con il nome di Gaio Vipsanio Agrippa, ma quando fu adottato dal nonno materno, l'imperatore Augusto, ne prese il nome.
Gaio fu adottato con il fratello Lucio Cesare nel 17 a.C. da suo nonno materno, l'imperatore Augusto, che li nominò suoi eredi.
(Svetonio, Augustus, 64.)
Nel 6 a.C. Gaio fu eletto console all'età di circa quattordici anni, ma Augusto non permise che ciò avvenisse, concedendo comunque al giovane principe una carica sacerdotale, il pontificato. Nel 5 a.C. Gaio assunse la toga virilis e fu annoverato tra gli adolescenti, Augusto, eletto console per l'occasione, lo ammise in senato e lo designò princeps iuventutis nonché console per l'anno 1; nel 2 a.C. gli stessi onori furono decretati per Lucio. Molte statue furono erette in loro onore (come nella Maison Carrée a Nîmes).
Nel 1 a.C. a Gaio venne affidata la missione orientale. Quello stesso anno, infatti, Artavaside III, re d'Armenia filo-romano, era stato eliminato dall'intervento dei Parti e dal pretendente al trono Tigrane IV. Questo grave affronto al prestigio romano costrinse Augusto, non potendo più contare sulla collaborazione di Tiberio (andato in ritiro volontario a Rodi) e di Agrippa ormai morto da oltre un decennio, ad inviare il giovane nipote Gaio Cesare a trattare la questione armena, conferendogli poteri proconsolari superiori a quella di tutti i governatori provinciali d'Oriente. Ad accompagnarlo fu mandato anche Marco Lollio, che aveva fatto esperienza in Oriente alcuni anni prima, al momento di dover riorganizzare la neo provincia di Galazia.

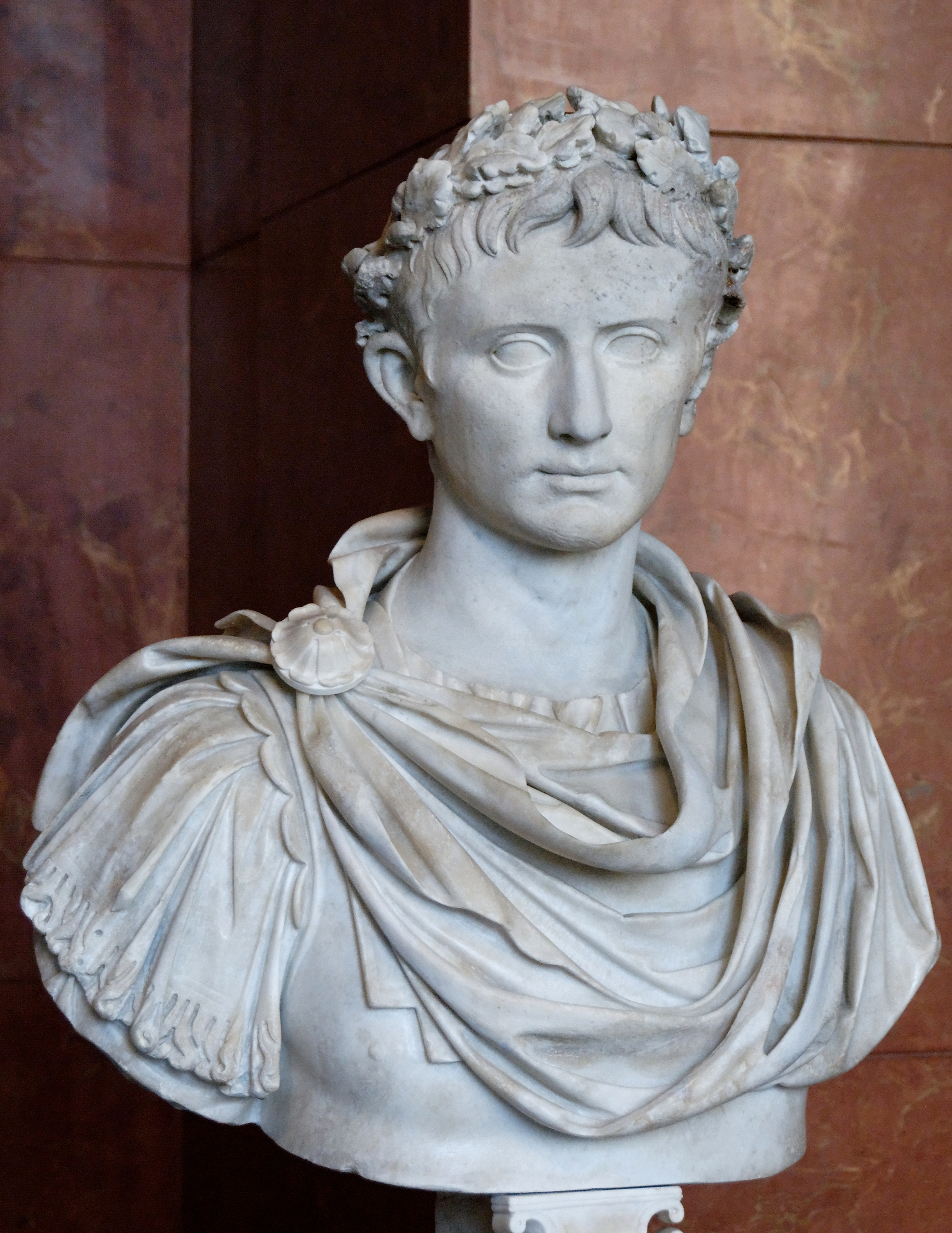
Busto di Augusto, padre adottivo di Gaio Cesare (Museo del Louvre, Parigi)

Gaio Cesare raggiunse la Siria agli inizi dell'1 e qui iniziò il suo consolato (insieme a Lucio Emilio Paolo che era rimasto a Roma). Quando Fraate V, re di Partia, venne a conoscenza della missione del giovane principe, ritenne strategia più conveniente negoziare, piuttosto che affrontare la crisi con durezza, rischiando una nuova guerra. Egli chiese, in cambio della sua disponibilità a trattare, il ritorno dei suoi quattro fratellastri che abitavano a Roma e che costituivano una potenziale minaccia al mantenimento del trono. Augusto, ovviamente, non poteva che rifiutarsi di cedere ostaggi così importanti per la causa orientale. Al contrario gli intimò di lasciare l'Armenia.
Fraate V si rifiutò di lasciare il controllo dell'Armenia nelle mani dei Romani, e continuò a mantenerne la sua supervisione sopra il nuovo re, Tigrane IV, il quale, però, mandò a Roma alcuni ambasciatori con doni, riconoscendo ad Augusto la potestà sul suo regno, e chiedendogli di lasciarlo sul trono. Augusto, soddisfatto di questo riconoscimento, accettò i doni, ma chiese a Tigrane di recarsi presso Gaio in Siria per trattare la sua possibile permanenza sul trono d'Armenia. Il comportamento di Tigrane III indusse Fraate V a cambiare idea e a venire a patti con Roma. Rinunziò alle sue pretese di veder tornare i suoi fratellastri, e si dichiarò pronto a porre fine ad ogni interferenza in Armenia.

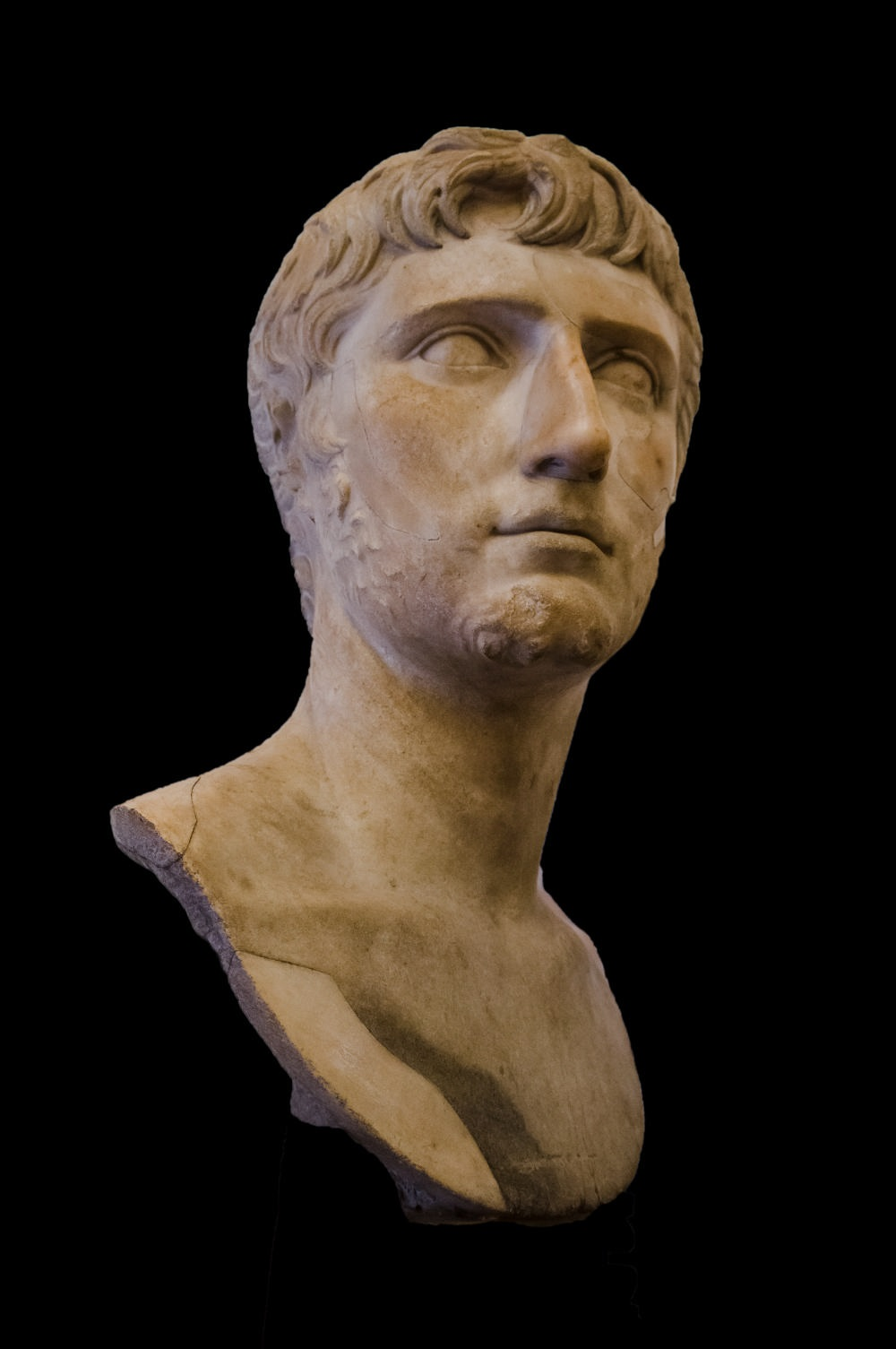
Busto di Gaio Cesare (Fondazione Sorgente Group, Roma)

Questo stesso anno venne concluso un patto tra il giovane principe romano Gaio Cesare, ed il gran re dei Parti, in territorio neutrale su di un'isola dell'Eufrate, venendo riconosciuto ancora una volta questo fiume come confine naturale fra i due imperi. Tale incontro sanciva il reciproco riconoscimento tra Roma e la Partia, di Stati indipendenti con uguali diritti di sovranità. Prima di accomiatarsi, il sovrano parto Fraate V informò Gaio che Marco Lollio aveva abusato del suo ruolo ed aveva accettato compensi da potenti re di stati orientali. L'accusa era vera e Gaio, dopo aver esaminato le prove, allontanò Lollio dal suo seguito. Pochi giorni dopo Lollio morì, probabilmente suicida, e venne sostituito nel ruolo di consigliere del principe da Publio Sulpicio Quirinio, soprattutto per le sue doti militari e le esperienze diplomatiche maturate nella precedente carriera. Sempre nell'1 d.C. Gaio Cesare sposò una sua parente, Livilla, figlia di Druso maggiore e Antonia minore.
Nel frattempo Tigrane IV era stato ucciso nel corso di una guerra, forse fomentata dai nobili armeni antiromani, contrari alla sottomissione a Roma. La morte di Tigrane fu seguita dall'abdicazione di Erato, sorellastra e moglie del defunto sovrano armeno, e Gaio, in nome di Augusto, diede la corona ad Ariobarzane, già re della Media dal 20 a.C. Il partito antiromano, rifiutandosi di riconoscere Ariobarzane quale nuovo re d'Armenia, provocò disordini ovunque, costringendo Gaio Cesare ad intervenire direttamente con l'esercito. Il principe romano, poco prima di attaccare la fortezza di Artagira (forse vicino a Kagizman nella valle del fiume Arasse), fu invitato ad un colloquio con il comandante del forte, un certo Addon, il quale sembra volesse rivelargli importanti dettagli sulle ricchezze del re dei Parti. Ciò si rivelò, però, una trappola, poiché, al suo arrivo, Addon e le sue guardie tentarono di uccidere il principe romano, che riuscì a sopravvivere all'agguato pur rimanendo ferito gravemente.
Il forte fu, in seguito a questi fatti, assediato ed espugnato dopo una lunga resistenza e la rivolta fu sedata, ma Gaio non si rimise più dalla ferita. Morì due anni più tardi, nel 4 d.C. in Licia a Limyra all'età di soli 24 anni, mentre i medici e gli aiutanti di campo, dimostrato un avido spirito da approfittatori nel momento del maggiore bisogno, vennero giustiziati da Augusto, il quale li fece affogare con un macigno al collo. Questo fu il tragico epilogo di anni di trattative, che portarono ad un nuovo modus vivendi tra la Partia e Roma, e a seguito dei quali quest'ultima stabiliva la sua supremazia sull'importante stato armeno. Fu sepolto con il fratello nel mausoleo di Augusto.